# Parki morskie we Francji
Parki morskie we Francji (fr. Parc naturel marin - dosł. „morski park przyrodniczy”) – forma wielkoobszarowa ochrony przyrody wprowadzona prawem z 14 kwietnia 2006 r. Są wyróżniającymi się obszarami, na których prowadzone są działania mające chronić bioróżnorodność, promować turystykę i świadomość ekologiczną oraz wspierać zrównoważoną gospodarkę morską. Obszary parków morskich obejmują tylko i wyłącznie wody mórz i oceanów podlegające Francji. 
Finansowanie i opiekę nad nimi sprawuje Francuska Agencja Bioróżnorodności (Agence française pour la biodiversité). W 2022 r. istniało we Francji osiem parków morskich, w tym dwa w granicach departamentów zamorskich. W latach 2012–21 istniał dodatkowo park morski wysp Glorieuses, przekształcony w rezerwat przyrody. Analogiczną formą jest park Morza Koralowego na Nowej Kaledonii, który jednak nie jest parkiem morskim, a archipelag nie jest integralną częścią republiki.

## Lista parków morskich we Francji
| Nazwa | Założony             | Obszar [km²] | Morze                             | Widok |
| --- | -------------------- | ------------ | --------------------------------- | ----- |
| Park morski Iroise Parc naturel marin d'Iroise                                                                        | 2 października 2007  | 3550         | Morze Celtyckie                   |       |
| Park morski Majotty Parc naturel marin de Mayotte                                                                     | 18 stycznia 2010     | 69468        | Kanał Mozambicki                  |       |
| Park morski Zatoki Lwiej Parc naturel marin du golfe du Lion                                                          | 13 października 2011 | 4019         | Morze Śródziemne                  |       |
| Park morski estuariów pikardyjskich i Morza Opalowego Parc naturel marin des estuaires picards et de la mer d'Opale   | 12 grudnia 2012      | 2347         | La Manche                         |       |
| Park morski Zatoki Arcachon Parc naturel marin du bassin d'Arcachon                                                   | 8 czerwca 2014       | 420          | Zatoka Biskajska                  |       |
| Park morski estuarium Żyrondy i Morza Pertuis Parc naturel marin de l'estuaire de la Gironde et de la mer des Pertuis | 4 kwietnia 2015      | 6500         | Zatoka Biskajska                  |       |
| Park morski przylądka Korsyki i Agriate Parc naturel marin du cap Corse et de l'Agriate                               | 15 lipca 2016        | 6830         | Morze Śródziemne                  |       |
| Park morski Martyniki Parc naturel marin de Martinique                                                                | 5 maja 2017          | 6830         | Morze Karaibskie Ocean Atlantycki |       |